# Hàn Phức
Hàn Phức (chữ Hán: 韓馥; 141-191), tên tự là Văn Tiết (文節), là tướng và quân phiệt cuối thời Đông Hán trong lịch sử Trung Quốc.

## Bất đắc dĩ đi hội minh
Cuối thời Đông Hán, Hàn Phức làm quan cho nhà Hán. Năm 189, Đổng Trác vào Lạc Dương khống chế triều đình, phế Hán Thiếu Đế lập Hán Hiến Đế và bổ nhiệm một loạt nhân sự mới, trong đó cất nhắc Hàn Phức giữ chức Châu mục Ký châu.
Viên Thiệu là người có gia thế lớn ở kinh đô Lạc Dương, vì mâu thuẫn với Đổng Trác nên bỏ chạy lên Bột Hải là 1 quận thuộc Ký châu. Ít lâu sau, Đổng Trác muốn vỗ về Viên Thiệu bèn phong cho Thiệu làm Thái thú Bột Hải.
Nhưng Viên Thiệu vẫn không bằng lòng, muốn khởi binh chống Đổng Trác. Hàn Phức thấy kẻ sĩ nhiều người hướng về họ Viên, sợ sẽ bất lợi cho địa vị của mình, bèn sai người ngăn chặn ngoài cửa nhà Viên Thiệu không cho phát binh.
Nhưng đúng lúc đó Thái thú Đông quận (thuộc Duyện châu) là Kiều Mạo lại giả nhân danh Tam công trong triều là Tư đồ Dương Bưu, Tư không Tuân Sảng và Thái úy Hoàng Uyển, phát hịch kể tội Đổng Trác, kêu gọi mọi người hãy cứu thiên tử Hán Hiến Đế. Trước khí thế chống Đổng Trác mạnh mẽ ở Ký châu, Hàn Phức buộc phải để Viên Thiệu xuất binh và mang quân cùng hưởng ứng. Lúc đó hưởng ứng với Viên Thiệu ngoài Hàn Phức còn có Viên Thuật (Hậu tướng quân), Khổng Do (Thứ sử Dự châu), Lưu Đại (thứ sử Duyện châu), Vương Khuông (Thái thú Hà Nội), Trương Mạo (Thái thú Trần Lưu), Trương Siêu (Thái thú Quảng Lăng), Kiều Mạo (thái thú Đông quận), Viên Di (Thái thú Sơn Dương), Bào Tín (tướng quốc Tế Bắc). Do danh vọng của Viên Thiệu rất lớn, mọi người nhất trí tôn Viên Thiệu làm minh chủ để chống Đổng Trác.
Hàn Phức vì sợ Viên Thiệu mạnh hơn mình, ông thường cắt xén lương thảo cung cấp cho Viên Thiệu, muốn cho quân đội của Viên Thiệu ly tán.
Đổng Trác thua trận bỏ Lạc Dương về Trường An, còn Viên Thiệu cũng không quyết tâm đánh Đổng Trác. Các chư hầu ly tán mưu phát triển lực lượng riêng.

## Mất Ký châu
Năm 191, bộ tướng của Hàn Phức là Khúc Nghĩa phản lại ông. Hàn Phức mang quân trừng trị Khúc Nghĩa, nhưng bị bại trận. Viên Thiệu thừa cơ sai sứ kết giao với Khúc Nghĩa. Khúc Nghĩa sau đầu hàng Viên Thiệu.
Viên Thiệu muốn chiếm cả Ký châu của Hàn Phức nhưng sợ không đủ sức, bèn nghe theo kế của Phùng Kỷ, sai sứ đi mời Công Tôn Toản ở Liêu Đông cùng đánh và chia đôi Ký châu. Khi Công Tôn Toản mang quân tới sát lãnh địa uy hiếp Ký châu, Hàn Phức sợ hãi. Viên Thiệu cũng tiến quân lại gần. Đoán được tâm lý lo lắng của ông, Viên Thiệu lại sai cháu là Cao Cán và mưu sĩ Tuân Thầm đến dọa Hàn Phức, khuyên ông hãy nhường chức châu mục Ký châu cho Viên Thiệu vì vây cánh Viên Thiệu rất mạnh mẽ.
Hàn Phức nhút nhát sợ hãi tột cùng, đồng ý giao chức cho Viên Thiệu. Các thủ hạ của ông là Cảnh Vũ, Mẫn Thuần, Lý Lịch không đồng tình, nhắc nhở ông rằng Ký châu quân đông và lương thảo đầy đủ, có thể kháng cự lâu dài; mặt khác Viên Thiệu phụ thuộc và nguồn cấp lương của Hàn Phức, có thể cắt lương khiến quân họ Viên bị đói. Nhưng Hàn Phức không nghe, cho rằng mình là thủ hạ cũ của nhà họ Viên, và uy tín danh vọng cũng không bằng Viên Thiệu, nên quyết định từ chức
Các tòng sự của Hàn Phức là Triệu Phù, Trình Hoán đang cầm mấy vạn quân ở ngoài bến Mạnh Tân, nghe tin đó muốn trở về đánh Viên Thiệu, nhưng Hàn Phức không cho.
Ông tự nguyện nhường chức cho Viên Thiệu, đưa ấn tín Châu mục Ký châu và về ở trong ngôi nhà cũ của hoạn quan Triệu Trung trước đây. Viên Thiệu dễ dàng trở thành Ký châu mục, nhân danh Hán Hiến Đế bổ nhiệm Hàn Phức làm Phấn uy tướng quân, nhưng không cho ông cầm quân.

## Tự sát
Viên Thiệu sau đó lần lượt bổ nhiệm, cất nhắc các thủ hạ cũ của Hàn Phức như Thẩm Phối, Điền Phong. Hàn Phức lo lắng, cho rằng Viên Thiệu đang đối phó với mình, bèn xin Viên Thiệu đến nương nhờ Thái thú Trần Lưu là Trương Mạo.
Viên Thiệu bằng lòng, Hàn Phức bèn dời Ký châu đi Trần Lưu (thuộc Duyện châu). Ít lâu sau Viên Thiệu sai sứ đến gặp Trương Mạo. Trương Mạo và sứ giả của họ Viên có việc nói thầm với nhau, Hàn Phức ngồi gần đó cả nghĩ, sợ họ bàn bạc cách hại mình, bèn chạy vào nhà xí tự sát. Năm đó Hàn Phức 51 tuổi.

## Trong Tam Quốc diễn nghĩa
Trong tiểu thuyết Tam Quốc diễn nghĩa của La Quán Trung, Hàn Phức xuất hiện từ hồi 5 khi hưởng ứng lời hiệu triệu đánh Đổng Trác của Tào Tháo (mà thực tế là Kiều Mạo).
Đến hồi 7, Hàn Phức nhu nhược bỏ chức Ký châu mục cho Viên Thiệu và không được Tam Quốc diễn nghĩa nhắc đến nữa.